# Valerie (filme)
Valerie (bra Valerie) é um filme estadunidense de 1957 do gênero "Western", dirigido por Gerd Oswald. O roteiro é de Laurence Heath e Emmett Murphy.

## Elenco
- Sterling Hayden...John Garth
- Anita Ekberg...Valerie Horvat
- Anthony Steel...Rev. Steven Blake
- Peter Walker...Herb Garth
- John Wengraf...Louis Horvat

## Sinopse
Numa pequena cidade do Oeste chamada Limerock, o respeitado rancheiro e herói da guerra civil John Garth vai a julgamento após o assassinato de seus sogros e o ferimento à bala em sua esposa, a bela Valerie. Durante os depoimentos, John acusa sua esposa de infidelidade pois teria tido casos amorosos com seu irmão Herb e com o reverendo recém-chegado à cidade, Steven Blake. Enquanto ele e as outras pessoas envolvidas falam, os fatos narrados são mostrados em flashback.